# Duncan Sheik
Duncan Scott Sheik (Montclair, 18 novembre 1969) è un cantautore e compositore statunitense.
Debutta nel 1996 con un eponimo album, da cui venne estratto il singolo Barely Breathing. Nel corso della sua carriera ha lavorato come compositore per cinema e teatro, sue sono le musiche del pluripremiato musical di Broadway Spring Awakening.

## Biografia
Nato e cresciuto nel New Jersey, per qualche periodo vive assieme ai nonni ad Hilton Head, nella Carolina del Sud. La nonna gli insegna a suonare il pianoforte e lo incoraggia nel suo sviluppo musicale. Si diploma presso la Eaglebrook School prima di frequentare la Phillips Academy ad Andover, Massachusetts. Ha studiato successivamente semiotica alla Brown University. Terminati gli studi si trasferisce a Daly City, un sobborgo vicino a San Francisco dove ha iniziato la sua carriera musicale.

### Carriera
Nel 1996 viene messo sotto contratto dalla Atlantic Records, pubblica l'omonimo album di debutto. L'album include il singolo Barely Breathing, che scala le classifiche americane, rimanendo per oltre 55 settimane nella Billboard Hot 100, diventando una delle più note hits di Sheik. Nel 1998 Barely Breathing viene candidata ai Grammy Award nella categoria "Best Male Pop Vocal Performance", premio vinto da Candle in the Wind di Elton John.
Nel 1998 partecipa alla colonna sonora del film Paradiso perduto, prestando alcuni suoi brani, tra cui la melodica ed intensa Wishful Thinking. nello stesso anno pubblica il suo secondo album dal titolo Humming.
Come laico buddista, Sheik collabora con il movimento religioso Soka Gakkai. Nel 2000 ha scritto la prefazione di The Way of Youth: Buddhist Common Sense for Handling Life's Questions, scritto dal leader del Soka Gakkai Daisaku Ikeda.
Nel 2001 il suo terzo lavoro in studio dal titolo Phantom Moon vede la collaborazione del poeta e scrittore Steven Sater, che lo aiuta a realizzare un album più riflessivo e malinconico. Molti considerano l'album come un velato tributo a Nick Drake ed al suo album Pink Moon.
Nel 2002 pubblica Daylight, un album più commerciale rispetto al precedente, anche grazie ai singoli On a High e Half-Life.
Inizia l'attività di compositore, componendo le musiche per la produzione del New York Shakespeare Festival La dodicesima notte, la cui anteprima è andata in scena il 21 luglio 2002.
Nel 2004 compone la musiche del film Una casa alla fine del mondo, diretto da Michael Mayer, basato sull'omonimo romanzo del premio Pulitzer, Michael Cunningham. La colonna sonora include due sue canzoni inedite.
Terminata la sua esperienza con la Atlantic Records, pubblica il suo quinto album, White Limousine, su etichetta Zoe Records, che include l'omonimo singolo ed il successivo singolo The Dawn's Request. Sempre nel 2006 pubblica Brighter/Later: A Duncan Sheik Anthology suo primo greatest hits.
Collaborando nuovamente con Steven Sater, scrive le musiche per il musical rock Spring Awakening, vincitore di numerosi Tony Awards in otto anni di rappresentazioni. Il musical si basa sulla controversa piéce Risveglio di primavera, scritta nel 1891 da Frank Wedekind, e tocca temi come masturbazione, aborto, stupro e suicidio, affrontati da alcuni adolescenti tedeschi alle prese con la loro sessualità. Spring Awakening è stato rappresentato per la prima volta off-Broadway dalla Atlantic Theater Company di New York il 19 maggio 2006, successivamente è stata portata in scena a Broadway il 10 dicembre 2006, con enorme successo. Le registrazioni originali del cast sono state pubblicate in un album, pubblicato su etichetta Decca Broadway il 12 dicembre 2006, che ha vinto un Grammy Award. La chitarra utilizzata da Sheik per comporre le musiche è esposta presso la biblioteca di New York.
Nel 2007 compone le musiche di The Cake Eaters, debutto alla regia dell'attrice Mary Stuart Masterson. Nel 2008 partecipa all'album Songs for Tibet, iniziativa nata per sostenere il Tibet e mettere in risalto la carenza di diritti umani nel paese. L'album è stato distribuito tramite iTunes il 5 agosto 2008 e nei negozi di musica il 19 agosto dello stesso anno.
Dopo un accordo con la RCA Records, il 27 gennaio 2009 pubblica l'album Whisper House, su etichetta RCA Victor, primo album, dopo Daylight, ad essere pubblicato da una grande etichetta.
Nel giugno 2011 pubblica il suo settimo album Covers 80's, in cui reinterpreta diversi brani degli anni ottanta. L'album, contenente 12 tracce, è l'ampliamento di un EP precedentemente pubblicato. Nel 2011 viene distribuito attraverso iTunes e altre piattaforme digitali l'EP Duncan Sheik & David Poe: Music from the Motion Picture "Harvest", che contiene le musiche composte per il film Harvest.
Sheik sta componendo le musiche per l'adattamento in musical di Broadway del romanzo di Bret Easton Ellis American Psycho.

## Discografia
Album in studio
- 1996 – Duncan Sheik
- 1998 – Humming
- 2001 – Phantom Moon
- 2002 – Daylight
- 2006 – White Limousine
- 2009 – Whisper House
- 2011 – Covers 80's
- 2015 – Legerdemain

Raccolte
- 2006 – Brighter/Later: A Duncan Sheik Anthology
- 2007 – Greatest Hits: A Duncan Sheik Collection

EP
- 1997 – At the Reservoir
- 1998 – Humming Along
- 2005 – White Limousine EP
- 2008 – Whisper House EP
- 2010 – 80s Covers 2010
- 2011 – Duncan Sheik & David Poe: Music from the Motion Picture "Harvest"